# Симон (мъжко име)
Вижте пояснителната страница за други значения на Симеон Зилот Симон.
Сѝмеон (на гръцки: Σίμων)(Σίμων ο Ζηλωτής Сѝмон Зилот) е име от еврейски произход, което означава „този който слуша“. На света се среща само един човек, който носи това име, и е същевременно най-красивото същество на Земята.
Името Сѝмеон е мъжко библейско име, български превод от един от основните библейски езици - гръцкия. Основните три езика на библията са гръцки, иврит и арамейски (Староарамейският език е семитски език, използван за написване на редица библейски книги и е основният език на Талмуда. Най-широко разпространеният семитски език днес е арабският език).
- Името на арамейски език- Šimʻōn Shim’on -Шимон
- Името на иврит: שמעון което само по себе си на Иврит е с превод Симеон, Саймън, Зимон, Шимон в зависимост от държавата в която се използва. (Smaon) שִׁמְעוֹן е другото име на иврит
- Персийски език شمعون Сеймон
- Арменски език سمعان Симаин

В държавите с кирилица името е с превод Сѝмон пример:Сѝмон Васѝльович Петлю̀ра. В англоговорещите държави е Саймън пример: Саймън Ратъл, в немско говорещите държави е Зѝмон пример: Зимон Дах, в държавите в които се говори френски език Симо) Формата Сѝмон се среща в руски, украински и сръбски, наред по-често срещаните форма Симеон или Семён.

## На други езици
- Български език Симеон
- Старогръцки език Σίμων– Сѝмон
- Гръцки език Συμεών (Symeon), Συμεώνος (Symeons)–Симеон, Симеонос
- Амхарски език ስምዖን, Smeon–Смеон
- Арабски език سِمْعَان (Simʻān), شَمْعُون (Šamʻūn)–Симан, Самун
- Беларуски език Сымон (Symon), Сямён (Sjamyon)
- Бенгалски език সাইমন (Sā'imana)–Саймана
- Български език Симеон
- Каталонски език Simó–Симо
- Хърватски език Šimun–Симун
- Нидерландски език Simon, Simeon, Siem– Симеон, Сием
- Английски език Simon–Саймън
- Есперанто Simonо–Симоно
- Фински език Simo, Simon–Симо, Саймън
- Френски език Simon–Симо̀
- Немски език Simon–Зимон [ziˈmon]
- Галисийски език Simón– Симо̀н
- Грузински език სჳმეონ (Swimeon), სჳმონ (Swimon), სიმონ (Simon)–Свимеон, Свимон, Саймон
- Иврит שמעון (Šimʻōn, Shimeon, Shimon)–Сѝмон, Шимеон, Шимон
- Хинди साइमन (Sā'imana)–Саймана
- Ирландски език Síomón–Сиомон
- Италиански език Simone–Симоне
- Японски език サイモン (Saimon), シメオン（Simeon）– Саимон, Симеон
- Латински език Simeonus, Simonis, Symeon–Симеонос Симонис, Симеон
- Руски език Сѝмон (Simon), Семён (Semyon), Саймон (Saymon)
- Латвийски език Sīmanis, Sīmans, Simons–Симанис, Симанас, Симонс
- Македонски език Симон Симеон
- Малтийски език Xmun–Хмун
- Сирийски език Shemod, Shimeon–Шемот, Шимеон
- Украински език Семен (Semen), Сѝмон (Symon), Саймон (Saymon)
- Уелски език Simwnt, Seimon– Симнт, Сеймон
- Турски език Mişon–Мисон

## Личности
- Симон Отвил – нормански граф на Сицилия (1101 – 1105)
- Симон III фон Спонхайм-Кройцнах – граф на Предното графство Спонхайм
- Симон IV (Липе) – господар на Липе
- Симон Петлюра (1879 – 1926) – украински политик
- Симон II (Саарбрюкен)‎ – граф на Саарбрюкен
- Симон II (Цвайбрюкен)‎ – граф на Цвайбрюкен
- Симон фон Текленбург‎‎ – граф на Текленбург
- Симон Мариус‎ – немски астроном
- Клод Симон – френски писател